# Diocèse de Fontibón
Le diocèse de Fontibón (en latin : Dioecesis Fontibonensis ; en espagnol : Diócesis de Fontibón) est un diocèse de l'Église catholique en Colombie, suffragant de l'archidiocèse de Bogota.

## Territoire

Il comprend les districts de Fontibón et Kennedy de Bogotà, capitale de la Colombie, ce qui correspond à un territoire d'une superficie de 80 km2 divisé en 64 paroisses.
Le siège épiscopal est dans la ville de Fontibón où se trouve la cathédrale Saint-Jacques-l'Apôtre (es).

## Historique
Le diocèse est érigé le 6 août 2003 par la constitution apostolique Suam eminet du pape Jean-Paul II en prenant une partie du territoire de l'archidiocèse de Bogota dont Fontibón devient suffragant.

## Évêques
- Enrique Sarmiento Angulo (6 août 2003 - 25 novembre 2011)
- Juan Vicente Córdoba Villota, S.J, depuis le 25 novembre 2011